# Rebun
Rebun è un'isola del Giappone, sita circa 50 km al largo dell'estremità nord occidentale dell'isola di Hokkaidō, e circa 10 km a nord dell'isola Rishiri; con questa fa parte del parco nazionale di Rishiri-Rebun-Sarobetsu.
L'isola è lunga circa 29 km in direzione nord - sud ed 8 km in direzione est - ovest; la superficie totale è di circa 82 km quadrati.
Il nome dell'isola deriva dalla Lingua ainu e significa "isola al largo".
Il monte Rebun è il più alto dell'isola con i suoi 490 m di altezza, l'isola è nota per la sua flora di tipo alpino.
La città principale dell'isola è Kafuka.